# Büdelsdorf
Büdelsdorf (en danois : Bydelstorp) est une commune d'Allemagne, située dans le land du Schleswig-Holstein et l'arrondissement de Rendsburg-Eckernförde.

## Géographie

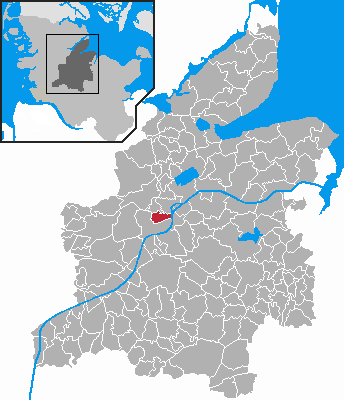
Situation de la commune dans l'arrondissement.

Büdelsdorf est située au bord du fleuve Eider et du canal de Kiel.

## Source
- (de) Cet article est partiellement ou en totalité issu de l’article de Wikipédia en allemand intitulé « Büdelsdorf » (voir la liste des auteurs).